# لویزه کروگر
لویزه کروگر (آلمانی: Luise Krüger; ۱۱ ژانویهٔ ۱۹۱۵ – ۱۳ ژوئن ۲۰۰۱) پرتاب‌گر نیزه اهل آلمان بود.